# Алкул
Алкул — аул в Нововаршавском районе Омской области России. Входит в состав Ермаковского сельского поселения. Население 284 чел. (2010), 80 % (2002) из них — казахи .

## История
Аул возглавил до 1973 г. Аулсовет № 6.  20 февраля 1973 года сельсовет переименован в Ермаковский с переносом центра из аула Алкул в село Ермак .
В соответствии с Законом Омской области от 30 июля 2004 года № 548-ОЗ «О границах и статусе муниципальных образований Омской области» аул вошёл в состав образованного муниципального образования «Ермаковское сельское поселение».

## География
Алкул находится в юго-восточной части региона, на левом берегу реки Булдыр (протока Иртыша).
Уличная сеть состоит из пяти географических объектов:
ул. Береговая, ул. Победы, ул. Степная, ул. Центральная, ул. Школьная.
Абсолютная высота — 91 м над уровнем моря.

## Население
| 2010 |
| ---- |
| 284  |

Гендерный состав
По данным Всероссийской переписи населения 2010 года в гендерной структуре населения из 284 человек мужчин — 137, женщин — 147 (48,2 и	51,8 % соответственно).
Национальный состав
Согласно результатам переписи 2002 года, в национальной структуре населения казахи составляли 80 % от общей численности населения в 338 чел..

## Инфраструктура
В 2016 году проведена интернет-связь.

## Транспорт
Автодороги «Нововаршавка — Ермак» (идентификационный номер 52 ОП МЗ Н-292) и «Алкул — Караман» (идентификационный номер 52 ОП МЗ Н-286) длиной 3,90 км..
Ближайшая железнодорожная станция — Иртышское находится в пгт
Большегривское.